# Universidad Técnica de Eindhoven

Logo de la universidad.

Universidad de Eindhoven o Universidad Tecnológica de Eindhoven, conocida como TU/e (en neerlandés: Technische Universiteit Eindhoven) es una universidad politécnica localizada en la ciudad de Eindhoven, en los Países Bajos. Es una de las universidades técnicas con más prestigio de Europa y del mundo. La Unión Europea la considera una de las mejores de Europa, basándose en el impacto de su producción científica«Copia archivada». Archivado desde el original el 9 de julio de 2011. Consultado el 25 de agosto de 2015. Fue fundada en 1956 por el gobierno neerlandés, y hasta mediados de los 80 se llamó Technische Hogeschool Eindhoven, abreviada THE.

## Departamentos

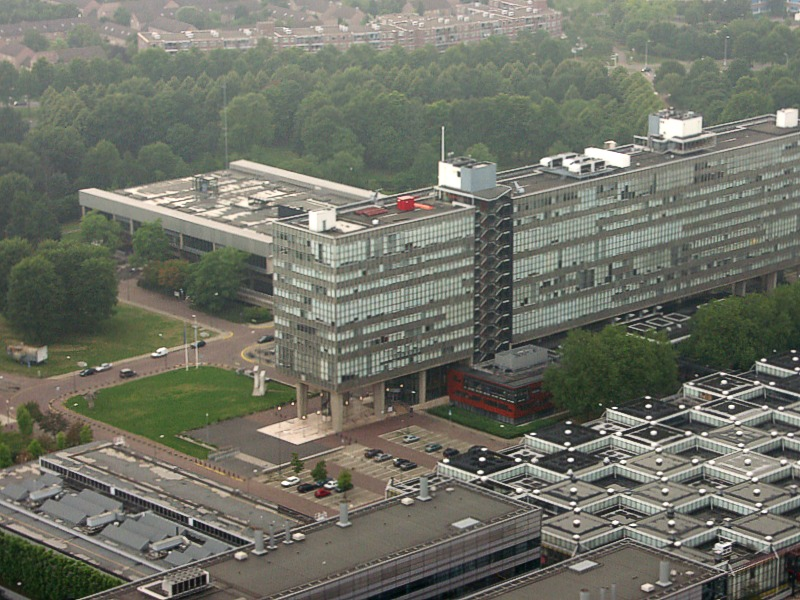
Auditorio Universidad Técnica de Eindhoven

La TU/e está formada por nueve departamentos:
- Ingeniería Biomédica
- Arquitectura y Planificación
- Ingeniería Eléctrica
- Diseño Industrial
- Química e Ingeniería Química
- Administración de la Tecnología
- Física Aplicada
- Ingeniería Mecánica
- Matemáticas y Computación

## Alumnos destacados
- Kees Schouhamer Immink, científico y presidente de Turing Machines Inc.
- Gerard Kleisterlee, presidente de Philips desde 2001
- Ralph Mackenbach, ganador del Festival de la Canción de Eurovisión Junior 2009, graduado en física.

## Académicos distinguidos
- Edsger Dijkstra
- Nicolaas Govert de Bruijn